# Macuelizo
Macuelizo là một khu tự quản thuộc tỉnh Nueva Segovia, Nicaragua. Khu tự quản Macuelizo có diện tích 255 ki lô mét vuông. Đến thời điểm năm 2005, huyện Macuelizo có dân số 6076 người.